# Сульфид серебра(II)
Сульфид серебра(II) — неорганическое соединение, соль металла серебра и сероводородной кислоты с формулой AgS, коричневые кристаллы, нерастворимые в воде.

## Получение
- Обработка раствора нитрата серебра(I) в бензонитриле раствором серы в сероуглероде.